# Polyortha chiriquitana
Polyortha chiriquitana es una especie de polilla de la familia Tortricidae. Se encuentra en Panamá.